# کاریدیل، استرالیای غربی
کاریدیل (به انگلیسی: Karridale) یک منطقهٔ مسکونی در استرالیا است که در استرالیای غربی واقع شده‌است.